# 데드 캠프 3
《데드 캠프 3》(영어: Wrong Turn 3: Left for Dead)은 미국에서 제작된 데클런 오브라이언 감독의 2009년 심리 슬래셔 영화이다. 톰 프레더릭, 재닛 몽고메리 등이 출연하였고 제프리 비치 등이 제작에 참여하였다. 《데드 캠프 2》(2007)의 후속작이며, 《데드 캠프 4》(2011)로 이어진다.

## 줄거리
전편의 텔레비전 리얼리티 방송 대학살 참사로부터 몇 년이 지난 후 한 대학생 일행이 웨스트버지니아주 외진 곳으로 래프팅을 하러 온다. 앨릭스를 제외한 전원이 근친 교배로 태어난 식인주의자 무리 일원인 스리 핑거에게 살해당한다.
이틀 후 재소자들을 이감시키던 수송 차량이 전편의 식인자 무리가 사는 그린브라이어군 폐제지 공장에 진입하다가 유자철선을 밟고 쓰러진다. 교도관, 연방 보안관, 재소자들은 함께 도보로 이동하던 중 앨릭스를 만나자 무리에 합류시킨다.
이들은 1950년대 즈음에 사고가 난 것으로 추정되는 현금 수송차를 발견하고 각자 돈다발을 챙긴다. 교도소 내에서부터 쌓인 앙금과 다른 이들이 챙긴 돈뭉치를 노리는 탐욕으로 내분이 일어나는 가운데 식인주의자들이 쳐놓은 함정에 걸려 한 명씩 죽어 나간다. 식인주의자들은 사람을 죽인 자리에서 그대로 뇌를 파먹는다.
결국 재소자 브랜던 재소자, 교도관 네이트, 대학생 앨릭스 이렇게 셋만이 살아남는다. 네이트는 죽은 것으로 처리해 탈주를 묵인해 주겠다고 암시하며 브랜던을 보내 버리고, 앨릭스와 함께 구조된다.
나중에 네이트는 현금 수송 차량에 남은 돈을 챙기기 위해 돌아온다. 곧 등 뒤에서 브랜던이 나타나 네이트를 죽이고 지폐를 챙기기 시작한다. 그러나 다시 브랜던의 등 뒤에 한 식인족이 나타나면서 브랜던의 비명과 함께 영화가 끝난다.

## 출연진
대학생 일동
- 재닛 몽고메리 - 앨릭스 마일스 역
- 찰리 스피드 - 브렌트 맥도널드 역
- 루이즈 클리프 - 소피 딜레이니 역
- 잭 고든 - 트레이 킹 역

재소자 수송 차량 탑승자
- 톰 프레더릭 - 네이트 윌슨 교도관 역
- 처키 벤 - 월터 헤이즐턴 교도관 역
- 마이크 스트라우브 - 프레슬로 교도관 역
- 크리스천 컨트러래스 - 연방 보안관 윌리엄 후아레즈 역
- 타머 해선 - 칼로스 차베즈 역: 범죄 조직 두목.
- 길 컬리린 - 플로이드 역: 신나치주의 연쇄 살인범.
- 제이크 커런 - 크로퍼드 역: 차 도둑.
- 톰 매케이 - 브랜던 루이스 역: 전 해병대.

그 외
- 보리슬라프 일리에프 - 스리 핑거 역
- 보리슬라프 페트로프 - 스리 토스 역
- 빌 무디 - 캘빈 카버 보안관 역
- 에마 클리퍼드 - 앨리 레인 보안관보 역
- 맥 맥도널드 - 러두 교도소장 역
- 블라도 미하일로프 - 데이비스 연방 보안관보 역
- 토드 젠슨 - 연방 보안관 역

## 기타 제작진
- 라인 제작: 존 카피야
- 배역: 질리언 호저
- 미술: 보리슬라프 미하일로프스키
- 세트: 오그냔 알렉산드로프
- 의상: 마리아 믈라데노바